# Cròtals
|  | Aquest article tracta sobre l'instrument musical. Si cerqueu la serp verinosa, vegeu «cròtal». |

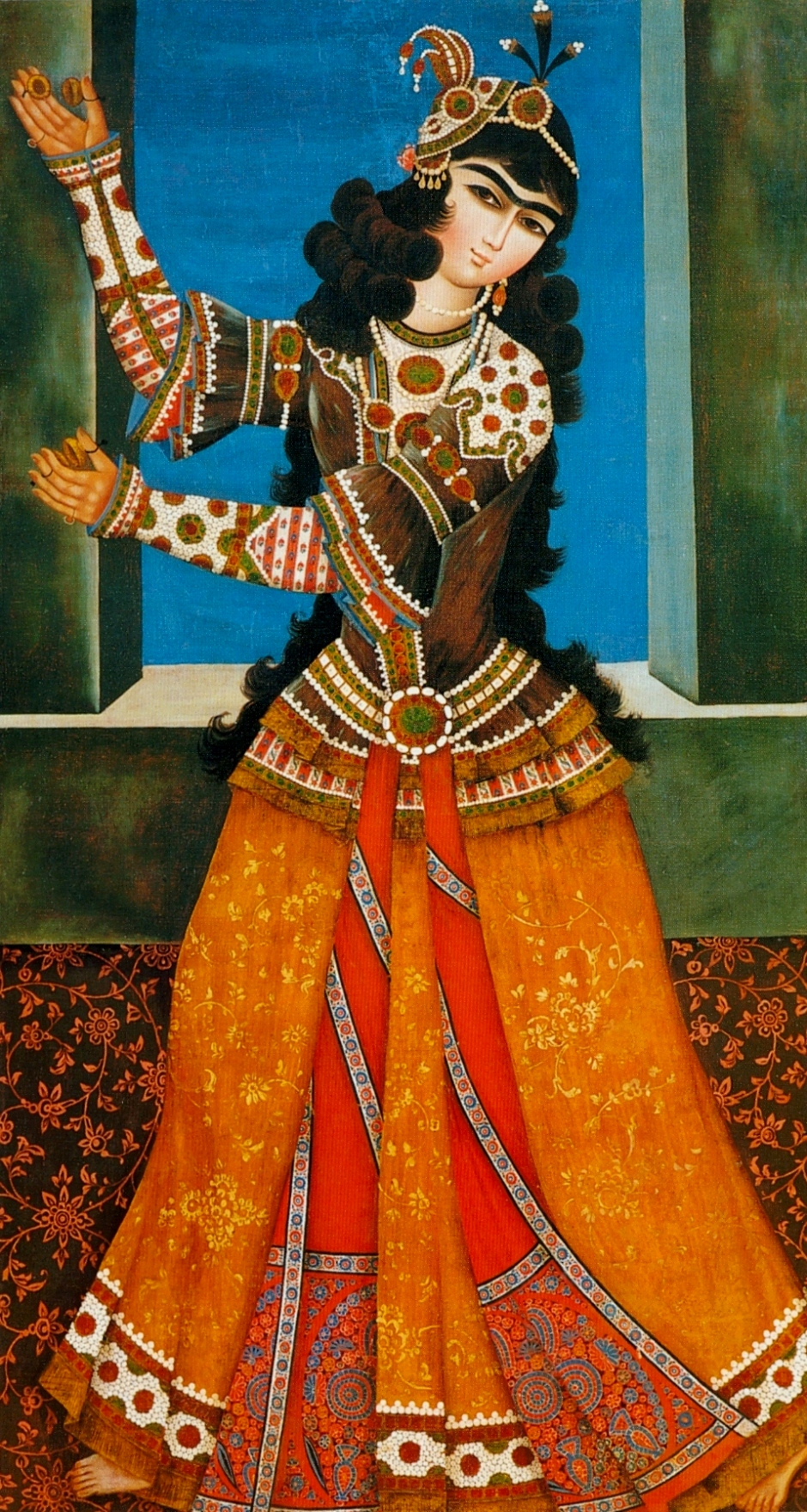
Dona persa ballant amb cròtals

Els cròtals són un instrument musical de percussió fet amb bronze que empren les ballarines en els balls tradicionals de Grècia, Turquia, Egipte i altres països i que són una mica semblants a les castanyoles (aparegudes al segle xv) i encara més a les castanyoles marines. Són formats per dos objectes idèntics o semblants que es fan xocar entre si amb un gest similar a un pessic, o a quan hom vol fer sonar els dits. Han estat emprats des de l'antiguitat per fer acompanyaments rítmics. Els cròtals s'usen en la dansa del ventre i com a percussió menor en algunes orquestres orientals i occidentals. De vegades, s'usa el mot "cròtal" per a designar genèricament tota mena de castanyoles allargades (en forma de cullera o d'embut), com per exemple els craqueb (o també carcabat, en àrab, قراقب) del Marroc. No s'han de confondre amb els platerets o címbals, que es toquen fent picar el d'una mà contra el de l'altra. Els cròtals, en canvi, es nuen als dits polze i mig per mitjà de tiretes, tradicionalment de cuir.
També existeixen els cròtals afinats, que s'utilitzen en música clàssica. Se solen col·locar sobre un soport metàl·lic, on les difenents notes segueixen la distribució cromàtica, com en un piano. Se solen tocar amb baquetes de metall, o bé fent servir altres tècniques, com fregar-los amb un arc.

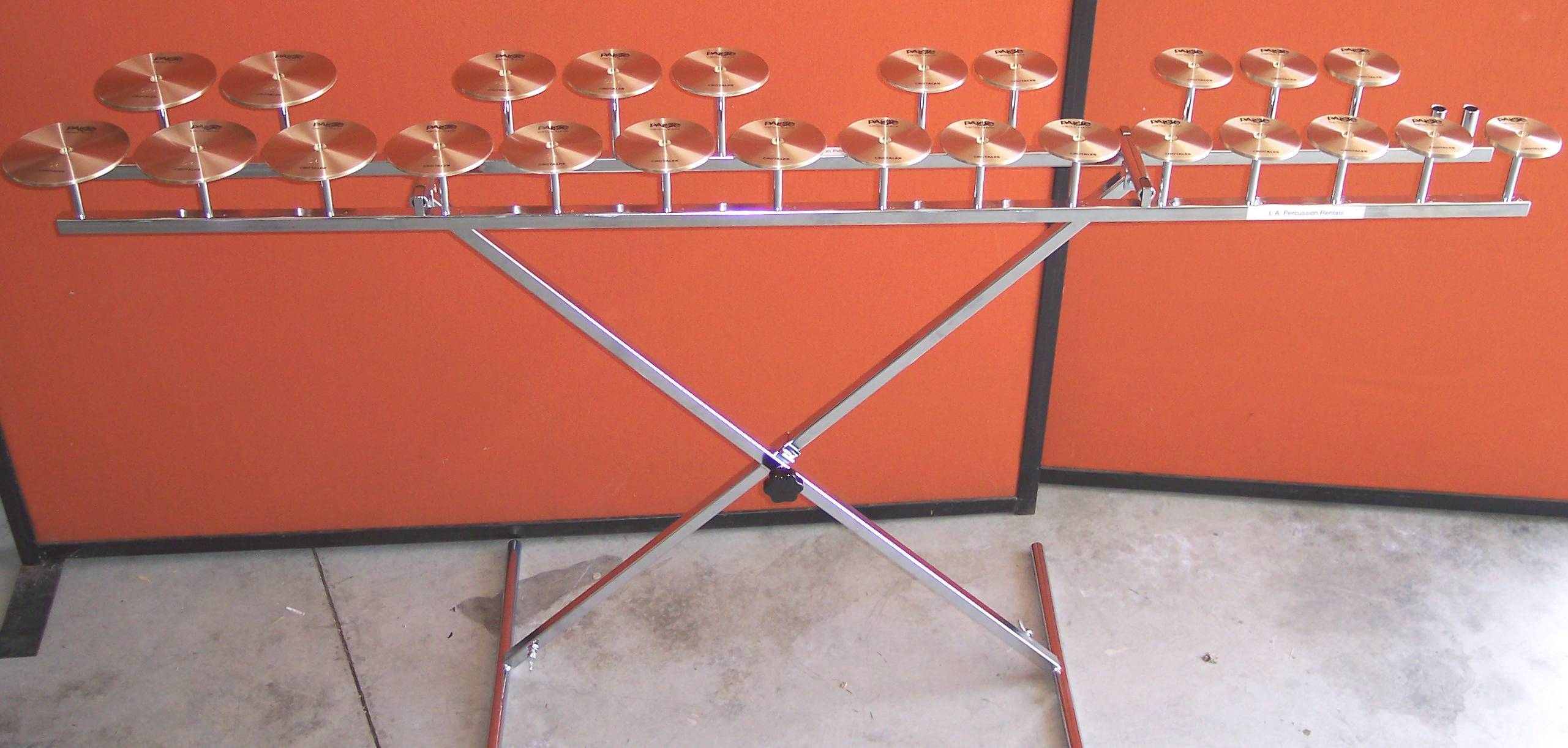
Cròtals de la marca Paiste, del Do 6 al Do 8

## Història

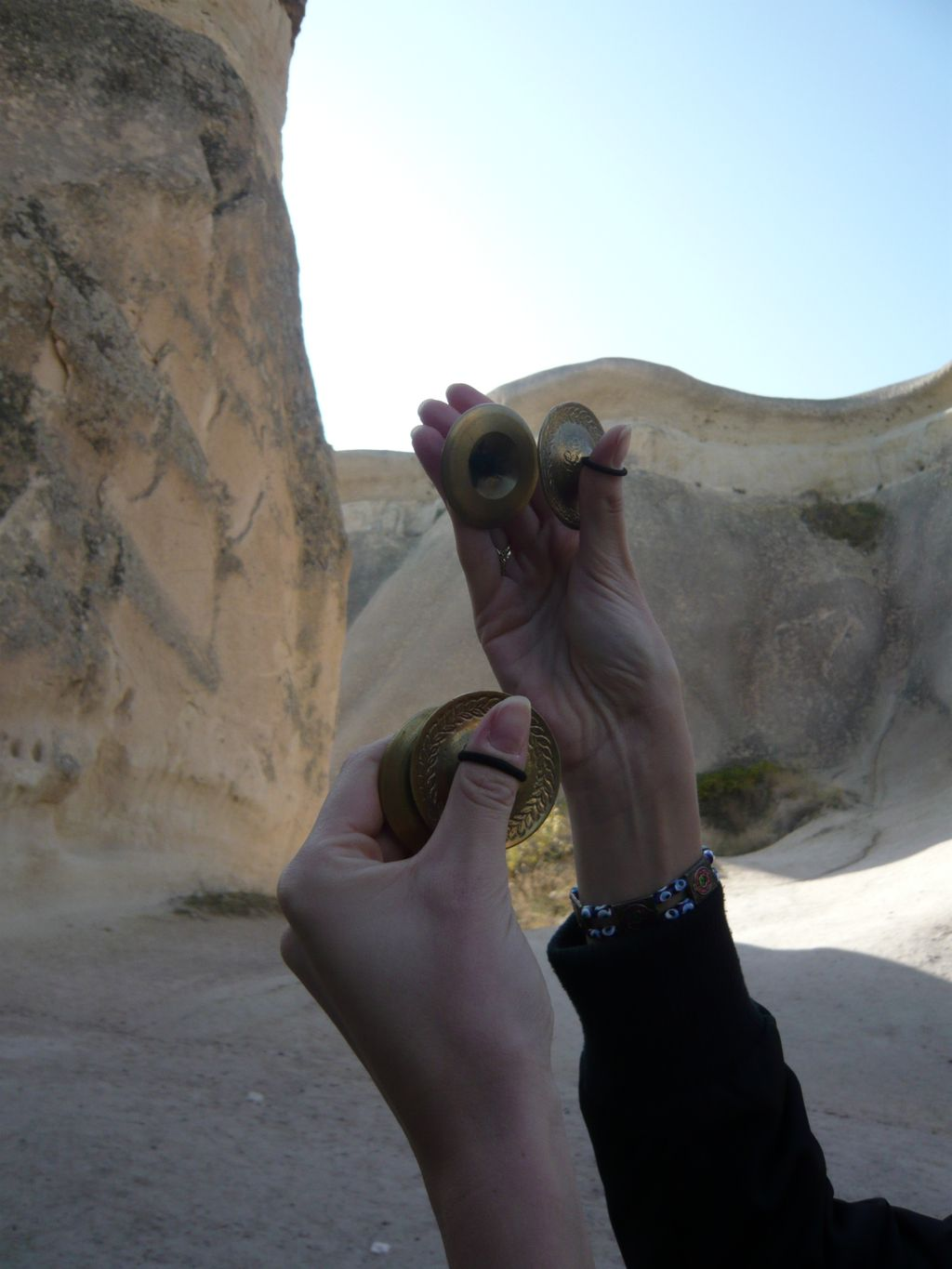
Dona tocant els cròtals

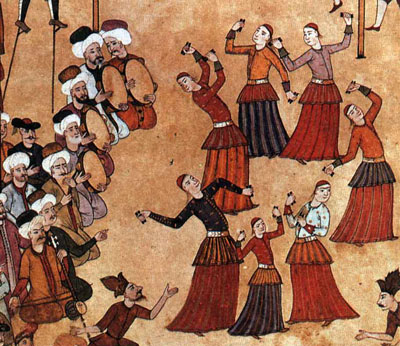
Dones turques ballant amb cròtals formats per dos pals

L'ús dels cròtals va començar amb la idea d'acompanyar alguns balls als quals les ballarines feien sonar els dits o feien palmes. Així, a poc a poc, en alguns balls populars, aquestes van anar substituint aquests sons pels produïts per cròtals, que al començament eren molt senzills. Les formes de cròtals més primitives que perduren actualment tenen forma de dos petits pals, rectes o una mica corbs, que es toquen amb les dues mans (un parell de cròtals, o de pals, a cada mà) i que poden ser de pedra, d'os o de fusta. A l'antic Egipte, eren de fusta o ivori i solien estar decorats amb figures humanes o d'animals. A l'antiga Grècia, a l'època entre les dues guerres púniques, els cròtals eren un instrument musical respectable, amb el qual els fills dels senadors aprenien a ballar a les escoles de dansa.
De fet, sembla que fins i tot va considerar-se un instrument sagrat cap al segle x aC i, encara cinc segles després, Heròdot explica que la flauta i els cròtals eren els instruments escollits per a certes cerimònies religioses a Egipte, com per exemple les processons al temple de Bubastis dedicat a la dea Bastet.
Sembla que a Catalunya van ser usats a l'edat mitjana. Al claustre romànic de Santa Maria de l'Estany (segle xiii), per exemple, es pot observar en un capitell una figura d'una joglaressa en actitud de dansa i amb cròtals a les mans. Apareix amb un joglar que toca el rabequet i sembla que ella canta, balla i fa l'acompanyament amb els cròtals.